# Synål

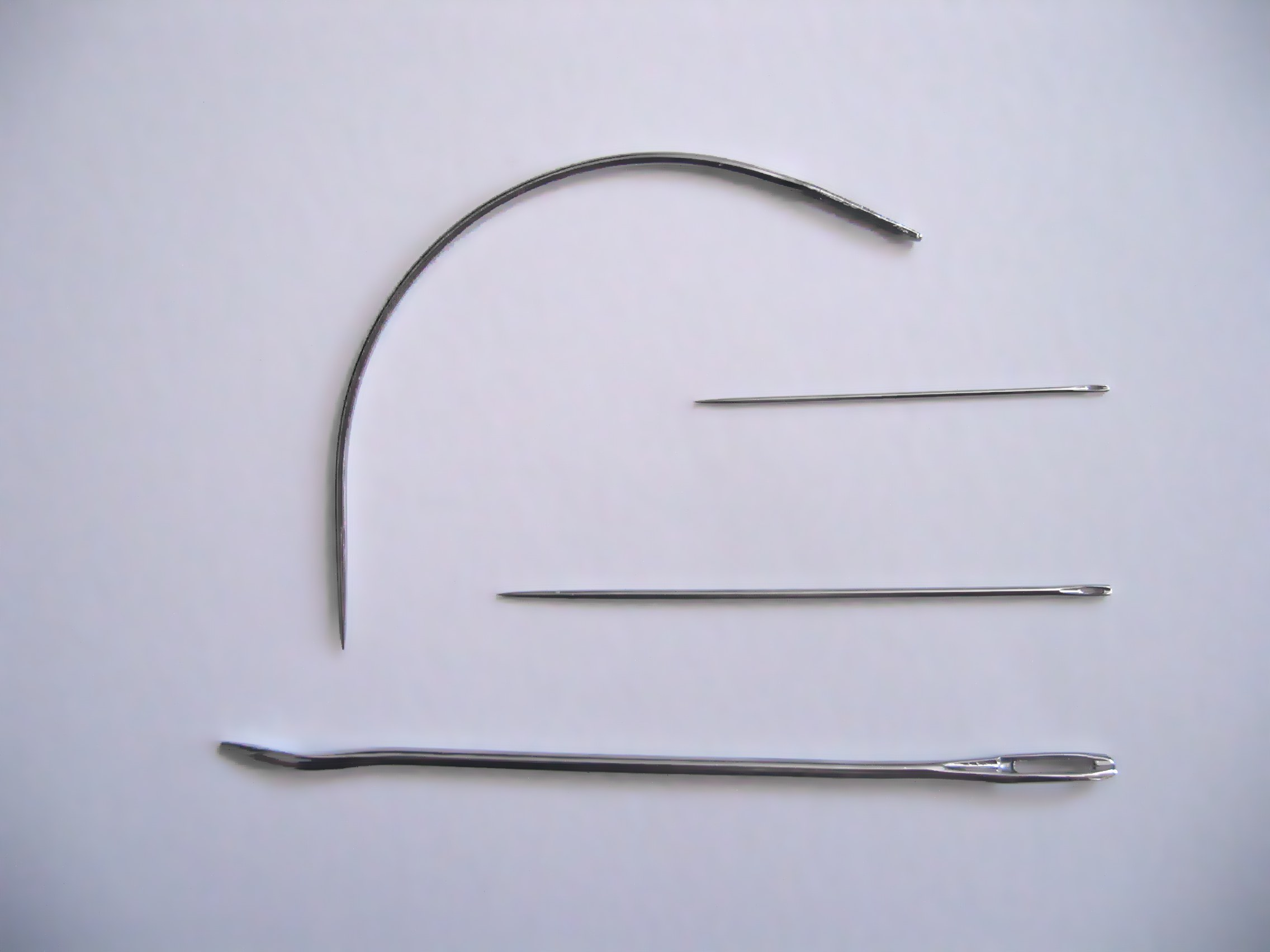
Synålar.

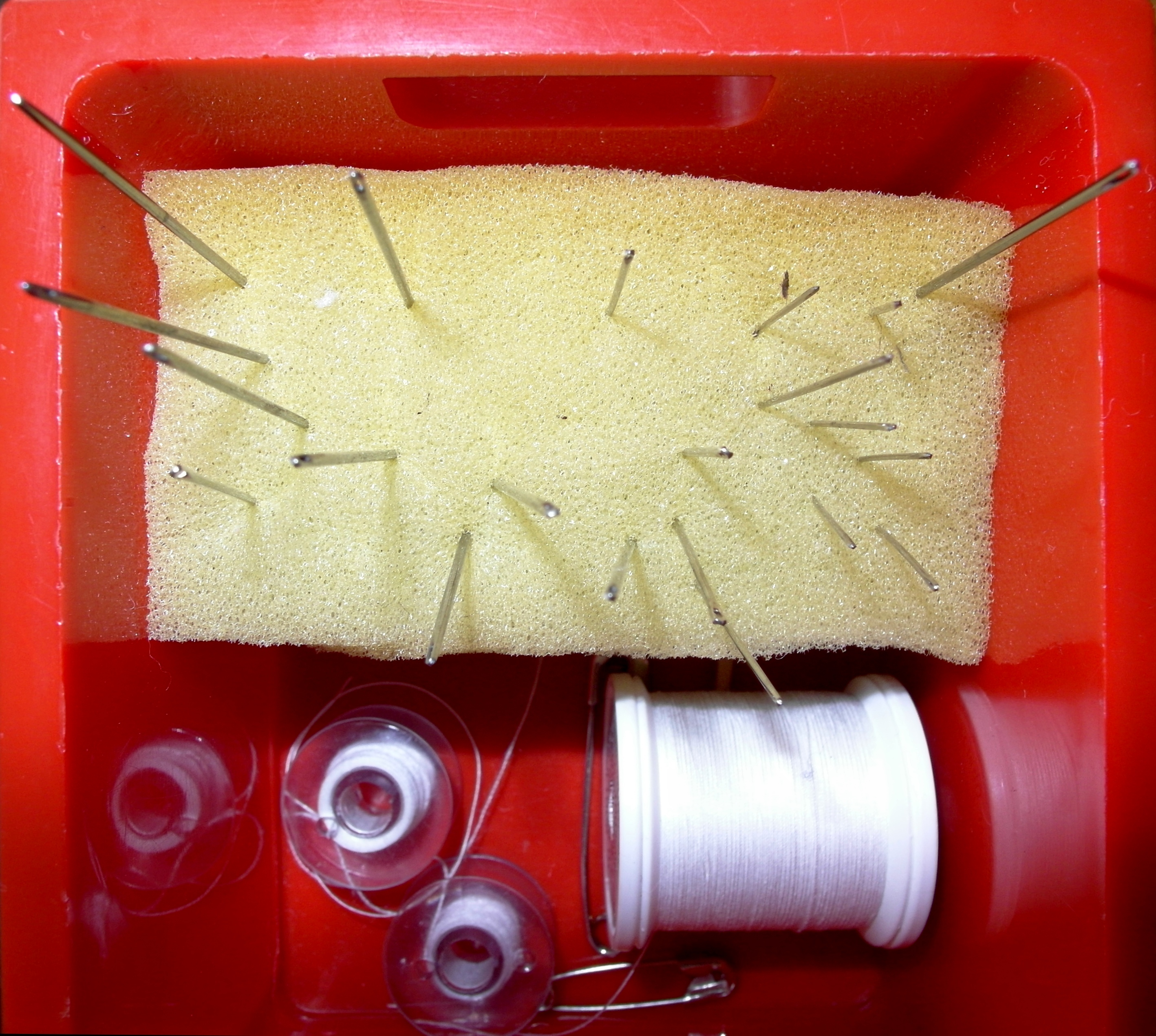
Sy-kit med synålar i en nåldyna.

En synål är ett spetsigt, vasst, långsmalt föremål som används för handsömnad. Tidigare tillverkades synålar av trä eller ben, men numera är de oftast av stål. I övre delen av nålen finns ett hål som kallas för öga, genom vilket man trär tråd eller garn.
Nålen hade i forntiden ett särskilt aktningsvärde och behandlades med största respekt, sannolikt för att tillverkningen av nålar var komplicerad och det därmed var nödvändigt att vara rädd om dem. Nålarna förvarades i nålhus, hylsor där nålen kunde hållas under uppsikt. Senare förvarades de i särskilda nålbrev, vikta pappersark där nålarna träddes fast för förvaring. Nålbrev av papper används fortfarande vid försäljning av nålar. Mellan användningarna förvaras synålar ofta nedstuckna i en nåldyna. Det förekommer även hemtillverkade nålbrev och nålböcker av textil.
Ordet "synål" finns belagt i svenska språket sedan 1578.

## Olika nåltyper
- Kroknål - En i halvcirkel böjd nål, som används när man av någon anledning kan arbeta bara från ena sidan av det som ska sys, t.ex. vid lagning av en reva i tyget på en madrass m m. Kallas även tapetserarnål (eng: upholstry needle).[3]
- Lädernål/skinn-nål - nål med vass, trekantig (skärande) spets för sömnad i skinn och läder.
- Segelsömmarnål - snarlik lädernål i det att den har en trekantig spets som är aningen bredare än resten av nålen. Kanterna på den trekantiga spetsen är dock rundade så att den inte skär av fibrerna i segelduken.
- Säcknål - kraftig nål med böjd spets. Spetsen är likt segelsömmarnålens aningen bredare än resten av nålen, dock inte trekantig utan tillplattat rombisk.
- Madrassnål - en kraftig och flera decimeter lång nål avsedd för att fästa pluskor i madrasser.
- Sadelmakarnål - relativt kraftig nål med rundad spets. För sömnad i skinn och läder där man i förväg tagit upp hål med en syl
- Stoppnål - en mycket lång nål med vars hjälp man kan "väva" tråd över ett stort hål, exempelvis i strumpor. Stoppnålar avsedda för ullgarn har ett extra stort öga.
- Tapisserinål - en förhållandevis kort synål med rymligt öga. Den kan vara trubbig för arbete i glesa tyger, och vass om den är avsedd för arbete i täta tyger.

### Synålsliknande nålar som inte används till sömnad
- Nålbindningsnål - Mycket kraftig, bred och platt nål i trä, horn eller ben avsedd för nålbindning.
- Resårbandsnål - En trubbig platt nål, några cm lång och några mm bred med ett eller två ögon, oftast vitlackerad. Den är räfflad på längden för att ge ökad böjstyvhet. Resårbandsnålen är avsedd för indragning av ett resårband i en sydd tunnel i ett klädesplagg. Ibland följer en sådan nål med på köpet, när resårband inhandlas. Till nöds kan resårbandsnålen ersättas av en större säkerhetsnål.
- Veknål - Mycket lång nål som används för att trä i vekar i plåtformar som används för gjutning av levande ljus. Ett enkelt utförande är en metalltråd av vad slag som helst, som är något längre än gjutformen och vars ena ände böjs till en krok, där änden på ljusvekegarnet hakas fast.
- Tovningsnål - Nål med hullingar som används för att tova ull vid nåltovning. Ull går även att såptova.